# Rolls-Royce Trent 700
Rolls-Royce Trent 700 — висококонтурний турбовентиляторний авіаційний двигун, вироблений Rolls-Royce plc для двигуна Airbus A330. Компанія Rolls-Royce вивчала розробку RB211 для A330 під час його запуску в червні 1987 року. Вперше він був обраний компанією Cathay Pacific у квітні 1989 року, перший запуск відбувся влітку 1992 року, був сертифікований у січні 1994 року та був введений в експлуатацію 24 березня 1995 року. Зберігаючи характерну тривальну архітектуру RB211, це перший варіант сімейства Trent. Завдяки вентилятору розміром 97,4 дюйма (247 см) із коефіцієнтом перепуску 5:1 створює тягу від 300,3 до 316,3 кН (67 500–71 100 фунт-сил) і досягає загального коефіцієнта тиску 36:1. Конкурує з General Electric CF6-80E1 і PW4000 забезпечуючи A330.